# 薩邁拉大清真寺
薩邁拉大清真寺位於伊拉克薩邁拉，由阿拔斯王朝哈里發穆塔瓦基勒於848年命人興建，於852年完成。穆塔瓦基勒於847年至861年統治薩邁拉。
薩邁拉大清真寺的螺旋形宣禮塔每年都吸引大量遊客，而它也是印在於伊拉克250第納爾紙幣上的建築物。

## 建築特色
清真寺面積為239米×156米，圍繞清真寺的圍牆面積為374米×443米。薩邁拉大清真寺曾經是世界上最大的清真寺，其宣禮塔「瑪爾威亞塔」（又作「麥拉維亞尖塔」，Malwiya Tower）位於圍牆西北面，高52米，塔基為正方形，而宣禮塔則建成螺旋形，如要到達塔頂，需環繞著螺旋形的樓梯步行而上。
清真寺內有17道門廊，朝向麥加的米哈拉布鑲嵌了馬賽克玻璃，但只剩下小部分殘存至今。
薩邁拉大清真寺的藝術及建築特色甚具影響力，清真寺內的花紋及幾何雕刻展現出早期伊斯蘭建築的裝飾特徵。此外，位於埃及開羅的伊本·圖倫清真寺在多方面亦參照了薩邁拉大清真寺。

## 遇襲
2005年4月1日，宣禮塔塔頂受炸彈破壞，破碎的泥磚跌至旋轉斜坡上。據報道策動是次炸彈襲擊的原因是美軍曾以宣禮塔作瞭望台之用。

## 資料來源
1. 1 2  .   [2008-12-30]. （原始内容存档于2015-12-21）.
2. 1 2  .   [2008-12-30]. （原始内容存档于2012-01-22）.
3. ↑  .   [2008-12-30]. （原始内容存档于2006-07-10）.
4. ↑  NOWnews【旅遊新聞】看圖說故事／伊斯蘭建築之美[永久]
5. ↑  Behrens-Abouseif, Doris. "Islamic architecture in Cairo: an introduction." American University in Cairo Press: 2005. 51-57

## 延伸閱讀
- 彭齡：《阿里·哈迪清真寺之劫》，《世界知識》，2006年第6期

## 外部連結
- The Great Mosque, Samarra, Iraq
- Photo of The Great Mosque
- Photo and information
- Photos, floor plans, and information